# Carapus dubius
Carapus dubius är en fiskart som först beskrevs av Putnam, 1874.  Carapus dubius ingår i släktet Carapus och familjen nålfiskar. IUCN kategoriserar arten globalt som otillräckligt studerad. Inga underarter finns listade.